# Gendrikas Stukas
Gendrikas Stukas (* vor 1960 in der Litauischen SSR) ist ein litauischer Politiker und ehemaliger Vizeminister.

## Leben
Nach dem Abitur an der Mittelschule absolvierte er das Diplomstudium der Wirtschaft. Am 9. Dezember 1980 promovierte er zum Thema Informationsaggregation-Desaggregation in makroökonomischen Modellen an der Vilniaus valstybinis universitetas. Am 17. Februar 1992 ernannte ihn der litauische Premierminister Vagnorius zum Stellvertreter des Wirtschaftsministers Litauens im Kabinett Vagnorius I. Am 4. Dezember 1992 entlastete ihn der litauische Premierminister Aleksandras Abišala im Kabinett Abišala. Ab 1995 leitete er die Verwaltung und war stellv. Direktor der Wettbewerbsbehörde Litauens, ernannt durch litauischen Premierminister Adolfas Šleževičius. 2002 war er Mitglied der litauischen Kommission der Privatisierung.  2004 war er kommissarischer Leiter von Lietuvos Respublikos konkurencijos taryba.